# Влатко Вукович
Влатко Вукович Косача (серб. Влатко Вуковић Косача; ?—1392) — известный боснийский воевода, владелец Хума. Преданный вассал короля Твртко I Котороманича.

## Биография
Влатко был сыном Вука Хранича Косачи, который был боснийским вассалом и которому принадлежал Хум. После смерти отца правителем Хума стал Влатко, он же стал великим воеводой. Когда в 1388 году в Боснию вторглось турецкое войско, именно Влатко Вукович возглавил оборону, разбив турок в битве при Билече.
По решению короля Твртко Влатко Вукович возглавил боснийское войско, которое Босния отправила правителю Моравской Сербии князю Лазарю на подмогу. Во главе боснийского отряда влатко принял участие в Косовской битве, где командовал левым флангом объединённой армии союзников. После битвы вернулся в Боснию, где сообщил королю Твртко о победе христиан.
Умер в 1392 году. Предположительно, могила Влатко Вуковича находится у села Болюни близ Столаца в Герцеговине. Наследовал ему его родной племянник Сандаль Хранич Косача.